# La Chapelle-Saint-Mesmin
La Chapelle-Saint-Mesmin és un municipi francès, situat al departament del Loiret i a la regió de Centre – Vall del Loira. L'any 2007 tenia 9.354 habitants.

## Demografia

### Població
El 2007 la població de fet de La Chapelle-Saint-Mesmin era de 9.354 persones. Hi havia 3.763 famílies, de les quals 1.065 eren unipersonals (424 homes vivint sols i 641 dones vivint soles), 1.155 parelles sense fills, 1.215 parelles amb fills i 328 famílies monoparentals amb fills.
La població ha evolucionat segons el següent gràfic:
Habitants censats

### Habitatges
El 2007 hi havia 4.044 habitatges, 3.819 eren l'habitatge principal de la família, 38 eren segones residències i 187 estaven desocupats. 2.726 eren cases i 1.278 eren apartaments. Dels 3.819 habitatges principals, 2.677 estaven ocupats pels seus propietaris, 1.080 estaven llogats i ocupats pels llogaters i 62 estaven cedits a títol gratuït; 118 tenien una cambra, 265 en tenien dues, 738 en tenien tres, 1.066 en tenien quatre i 1.631 en tenien cinc o més. 3.079 habitatges disposaven pel capbaix d'una plaça de pàrquing. A 1.707 habitatges hi havia un automòbil i a 1.696 n'hi havia dos o més.

### Piràmide de població
La piràmide de població per edats i sexe el 2009 era:
| Homes | Edats   | Dones |
| ----- | ------- | ----- |
| 0     | 95 o +  | 44    |
| 32    | 90 a 94 | 56    |
| 44    | 85 a 89 | 116   |
| 64    | 80 a 84 | 100   |
| 112   | 75 a 79 | 200   |
| 204   | 70 a 74 | 208   |
| 168   | 65 a 69 | 208   |
| 188   | 60 a 64 | 200   |
| 260   | 55 a 59 | 180   |
| 352   | 50 a 54 | 416   |
| 316   | 45 a 49 | 356   |
| 260   | 40 a 44 | 332   |
| 348   | 35 a 39 | 320   |
| 272   | 30 a 34 | 296   |
| 296   | 25 a 29 | 260   |
| 320   | 20 a 24 | 252   |
| 340   | 15 a 19 | 380   |
| 240   | 10 a 14 | 256   |
| 252   | 5 a 9   | 264   |
| 192   | 0 a 4   | 200   |

## Economia
El 2007 la població en edat de treballar era de 6.091 persones, 4.695 eren actives i 1.396 eren inactives. De les 4.695 persones actives 4.365 estaven ocupades (2.280 homes i 2.085 dones) i 331 estaven aturades (166 homes i 165 dones). De les 1.396 persones inactives 546 estaven jubilades, 527 estaven estudiant i 323 estaven classificades com a «altres inactius».

### Ingressos
El 2009 a La Chapelle-Saint-Mesmin hi havia 3.869 unitats fiscals que integraven 9.582 persones, la mediana anual d'ingressos fiscals per persona era de 20.404 €.

### Activitats econòmiques
Dels 402 establiments que hi havia el 2007, 3 eren d'empreses extractives, 6 d'empreses alimentàries, 5 d'empreses de fabricació de material elèctric, 1 d'una empresa de fabricació d'elements pel transport, 18 d'empreses de fabricació d'altres productes industrials, 52 d'empreses de construcció, 92 d'empreses de comerç i reparació d'automòbils, 10 d'empreses de transport, 34 d'empreses d'hostatgeria i restauració, 9 d'empreses d'informació i comunicació, 30 d'empreses financeres, 17 d'empreses immobiliàries, 52 d'empreses de serveis, 42 d'entitats de l'administració pública i 31 d'empreses classificades com a «altres activitats de serveis».
Dels 95 establiments de servei als particulars que hi havia el 2009, 1 era una oficina del servei públic d'ocupació, 1 oficina de correu, 5 oficines bancàries, 8 tallers de reparació d'automòbils i de material agrícola, 1 taller d'inspecció tècnica de vehicles, 1 establiment de lloguer de cotxes, 1 autoescola, 10 paletes, 7 guixaires pintors, 13 fusteries, 9 lampisteries, 4 electricistes, 9 perruqueries, 2 veterinaris, 1 agència de treball temporal, 13 restaurants, 6 agències immobiliàries i 3 salons de bellesa.
Dels 26 establiments comercials que hi havia el 2009, 2 eren supermercats, 3 grans superfícies de material de bricolatge, 1 una botiga de més de 120 m², 5 fleques, 2 carnisseries, 2 llibreries, 2 botigues de roba, 2 botigues d'equipament de la llar, 1 una botiga d'equipament de la llar, 2 botigues de mobles i 4 floristeries.
L'any 2000 a La Chapelle-Saint-Mesmin hi havia 9 explotacions agrícoles que ocupaven un total de 310 hectàrees.

## Equipaments sanitaris i escolars
El 2009 hi havia 1 un hospital de tractaments de llarga durada, 1 centre de salut, 4 farmàcies i 1 ambulància.
El 2009 hi havia 3 escoles maternals i 3 escoles elementals. La Chapelle-Saint-Mesmin disposava d'un col·legi d'educació secundària amb 624 alumnes.

## Poblacions properes
El següent diagrama mostra les poblacions més properes.